# Imaginations from the Other Side
Imaginations from the Other Side (рус. Потусторонние образы)— пятый студийный альбом группы Blind Guardian, выпущенный в 1995 году. Это самый тяжёлый альбом группы, в нём проявился сильный уклон в треш-метал.
Песня «A Past and Future Secret» была выпущена отдельным синглом. На песни «Bright Eyes» и «Born in a Mourning Hall» были сняты видеоклипы, на последнюю — концертный. Этот альбом, как и предыдущие, затрагивает темы фэнтези и христианства. Вокал Ханси Кюрша хриплый и «надрывный», а также, используется «расщепление связок».
Были выпущены так же две "Japanese Edition" этого альбома, и так называемый "перевыпуск" альбома в 2007 году. Эти версии отличаются наличием дополнительных треков.

## Список композиций
1. Imaginations from the Other Side (7:19)
2. I’m Alive (5:31)
3. A Past and Future Secret (3:48)
4. The Script for My Requiem (6:09)
5. Mordred’s Song (5:28)
6. Born in a Mourning Hall (5:14)
7. Bright Eyes (5:16)
8. Another Holy War (4:32)
9. And the Story Ends (6:00)

Japanese remastered bonus track
1. A Past And Future Secret (Demo) (3:37)
2. Imaginations From The Other Side (Demo) (7:13)
3. The Script For My Requiem (Demo) (7:01)
4. Halleluja (Bonus track) (3:17)
5. The Wizard (Bonus track) (3:17)

## Концепция
Imaginations from the Other Side
- Фантазии с другой стороны, песня о том, как человек видит, как разрушается связь между ним и миром его фантазий, и пытается вновь вернуть её. В песне содержатся отсылки к Волшебнику из страны Оз, Питеру Пену, Властелину Колец, Алисе в Стране Чудес, Хроникам Нарнии

I’m Alive
- Я жив, по романам цикла "Врата Смерти"

A Past and Future Secret
- Секреты прошлого и будущего, о романе "Король былого и грядущего"

The Script for My Requiem
- Сценарий моей панихиды, о Граале и крестоносцах

Mordred’s Song
- Песнь Мордреда, о Мордреде из романов о короле Артуре

Bright Eyes
- Блестящие глаза, о мальчике, который сбегает из скучной реальности в мир фантазий

Another Holy War
- Очередная священная война, история о человеке, который против своей воли принят людьми, как новый мессия. Сначала он отказывается от этого, но чем сильнее он пытается сбежать, тем больше им манипулируют. В итоге, он начинает священную войну

And the Story Ends
- И история закончилась, продолжение "Bright Eyes", где мальчик через зеркало попадает в волшебный мир и оказывается перед выбором между добром и злом

## Участники записи
- Ханзи Кюрш — вокал, бас-гитара;
- Андре Ольбрих — ведущая гитара;
- Маркус Зипен — ритм-гитара;
- Томен Стаух — ударные.